# Nilssonsberg

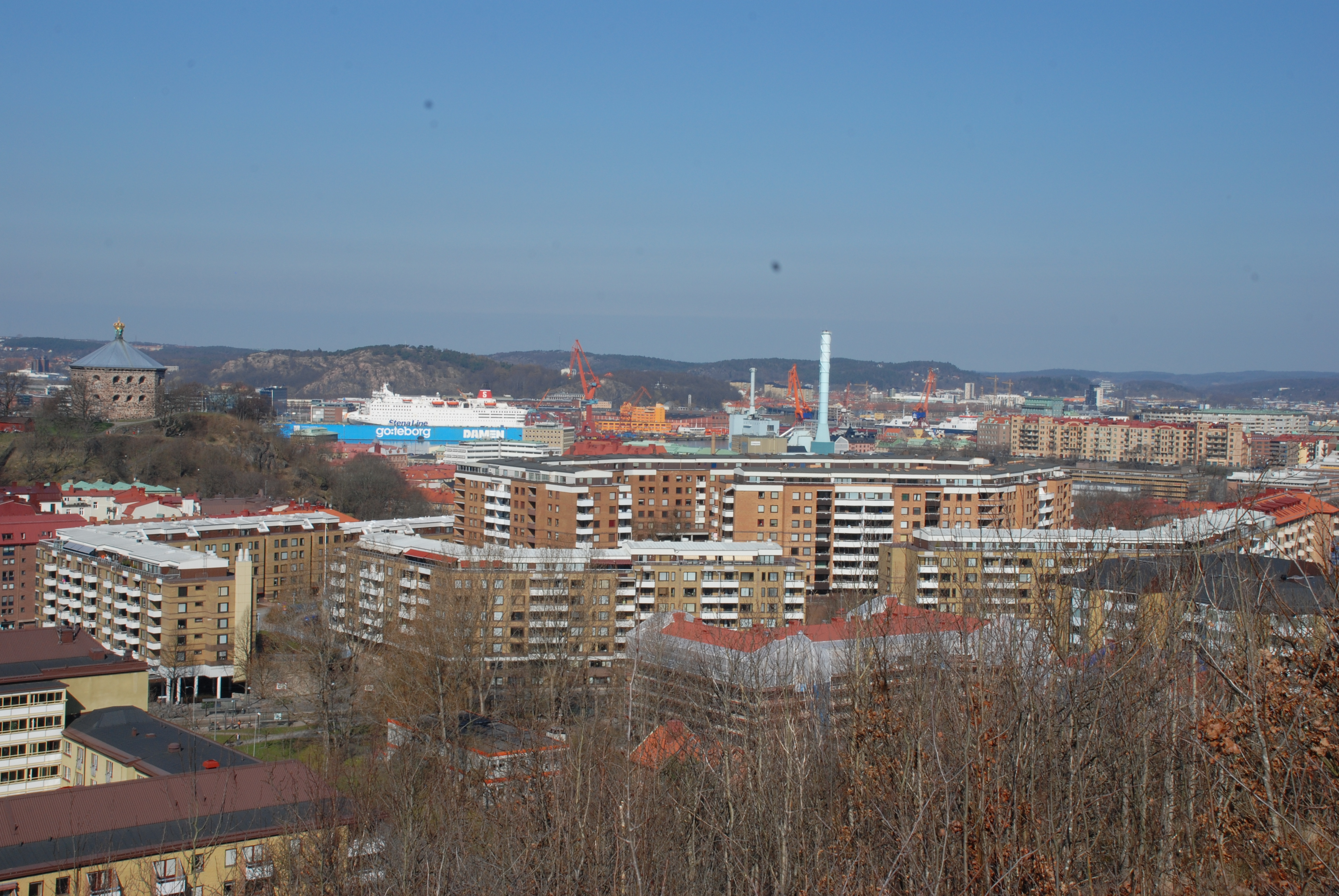
Nilssonsberg sett från Norra Guldheden.

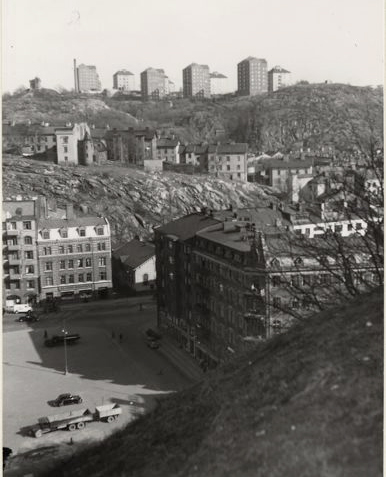
Det gamla Nilssonsberg sett från Skansen Kronan med Skanstorget i förgrunden och Norra Guldheden i bakgrunden år 1955.

Nilssonsberg är ett bostadsområde vid Skanstorget i stadsdelen Annedal i Göteborg.

## Tidigare historia
Namnet kommer av trädgårdsmästare Åke Nilsson (1813-1877), gift med Anna Catharina Olsson, inflyttad 1860 till "foten av Risåsen" (Skansberget).
Nilsson köpte 1852 av destillator Alfred Johan Nikolaus Setterborg (född 1815) egendomen "Östra Haga 48 till 51" senare kallad Nilssons äng (ungefär nuvarande Skanstorget). Själva berget där bostadsområdet breder ut sig hette Spekeberget eller Lilla Ryssåsen (1600-talet), men döptes om till Nilssonsberg i slutet av 1860-talet. Nilssons äng såldes 1885 till Göteborgs stad för 112 000 kronor, och 1888 ändrades namnet till Skanstorget.
Området totalsanerades slutet av 1960-talet, och bebyggdes med främst bostäder i gult tegel.

## Nybyggnation på 1970-talet
- Byggherren Innerstadsbyggen uppförde de två lamellhusen (hus D=9 och hus E=11 våningar höga) högst upp på Nilssonsberg i kvarteret Körsbäret, med inflyttning på våren 1977. Arkitekt var Lund & Valentin arkitekter. Med adress Nilssonsberg 27-37, byggdes 359 lägenheter med 1-6 rum och kök, och med 36 till 157 kvadratmeter lägenhetsyta.[2]

- Kvarteren som inramas av Övre Husargatan-Brunnsgatan-Carl Grimbergsgatan-Seminariegatan uppfördes 1974–1975. Det är fem, sex och sjuvåningshus i gult tegel. Byggherrar var; Walter Lundborg Byggnadsaktiebolag, Alexandersson Byggnads AB, Gunnar Zetterberg Byggnads AB, Byggnadsfirma Ernst Rosén samt Innerstadsbyggen i Göteborg AB.[3]